# Europameisterschaften 1936
Als Europameisterschaft 1936 oder EM 1936 bezeichnet man folgende Europameisterschaften, die im Jahr 1936 stattfanden:
- Eishockey-Europameisterschaft 1936 im Rahmen des olympischen Eishockeyturniers 1936 in Garmisch-Partenkirchen (Deutsches Reich)
- Eiskunstlauf-Europameisterschaften 1936 in Berlin (Deutsches Reich)
- Eisschnelllauf-Mehrkampfeuropameisterschaft 1936 in Oslo (Norwegen)
- Grand-Prix-Europameisterschaft 1936
- Kanurennsport-Europameisterschaften 1936 in Duisburg (Deutsches Reich)
- Motorrad-Europameisterschaft 1936 in Hohenstein-Ernstthal (Deutsches Reich)